# Hilara dichunensis
Hilara dichunensis är en tvåvingeart som beskrevs av Straka 1987. Hilara dichunensis ingår i släktet Hilara och familjen dansflugor. Inga underarter finns listade i Catalogue of Life.